# 克里斯蒂娜·迪瑞托
克里斯蒂娜·迪瑞托（1985年3月15日—）是一名安哥拉手球運動員，曾代表國家參加2012年倫敦奧運的女子手球比賽，並未獲得獎牌。